# Чикшулуб-Пуэбло (муниципалитет)
Чикшулуб-Пуэбло (исп. Chicxulub Pueblo) — муниципалитет в Мексике, штат Юкатан, с административным центром в одноимённом городе. Численность населения, по данным переписи 2010 года, составила 4113 человек.

## Общие сведения
Название Chicxulub с майяского языка можно перевести двояко: дьявольская блоха или украшенные рога оленя.
Площадь муниципалитета равна 44 км², что составляет 0,11 % от общей площади штата, а наивысшая точка — 9 метров, расположена в поселении Санта-Мария-Онтиверос.
Он граничит с другими муниципалитетами Юкатана: на севере с Прогресо, на востоке с Ишилем, на юге с Конкалем, и на западе с Меридой.

## Учреждение и состав
Муниципалитет был образован в 1918 году, а границы менялись до 1925 года, в 2010 году в его состав входило 13 населённых пунктов:
| Код INEGI | Населённый пункт                                                                                 | Численность населения (2005 год) | Численность населения (2010 год) |
| --------- | ------------------------------------------------------------------------------------------------ | -------------------------------- | -------------------------------- |
| 020       | Всего                                                                                            | 3848                             | 4113                             |
| 0001      | Чикшулуб-Пуэбло (исп. Chicxulub Pueblo) 21°08′11″ с. ш. 89°31′00″ з. д. (административный центр) | 3820                             | 4080                             |
| 0007      | Санта-Мария-Онтиверос (исп. Santa María Ontiveros) 21°07′12″ с. ш. 89°30′55″ з. д.               | 18                               | 8                                |
| 0041      | Санта-Крус-2 (исп. Santa Cruz Dos) 21°08′42″ с. ш. 89°31′21″ з. д.                               | —                                | 7                                |
| —         | Прочие                                                                                           | 10                               | 18                               |

## Экономика
По статистическим данным 2000 года, работоспособное население занято по секторам экономики в следующих пропорциях:
- торговля, сферы услуг и туризма — 40,2 %;
- производство и строительство — 37,6 %;
- сельское хозяйство и скотоводство — 20,9 %.
- безработные — 1,3 %.

## Инфраструктура
По статистическим данным 2010 года, инфраструктура развита следующим образом:
- электрификация: 96,7 %;
- водоснабжение: 98,1 %;
- водоотведение: 70,4 %.

## Достопримечательности
В муниципалитете можно посетить церковь Сантьяго, построенную в XVII веке, а также археологические памятники цивилизации майя: Чакан и Лактун.

## Фотографии

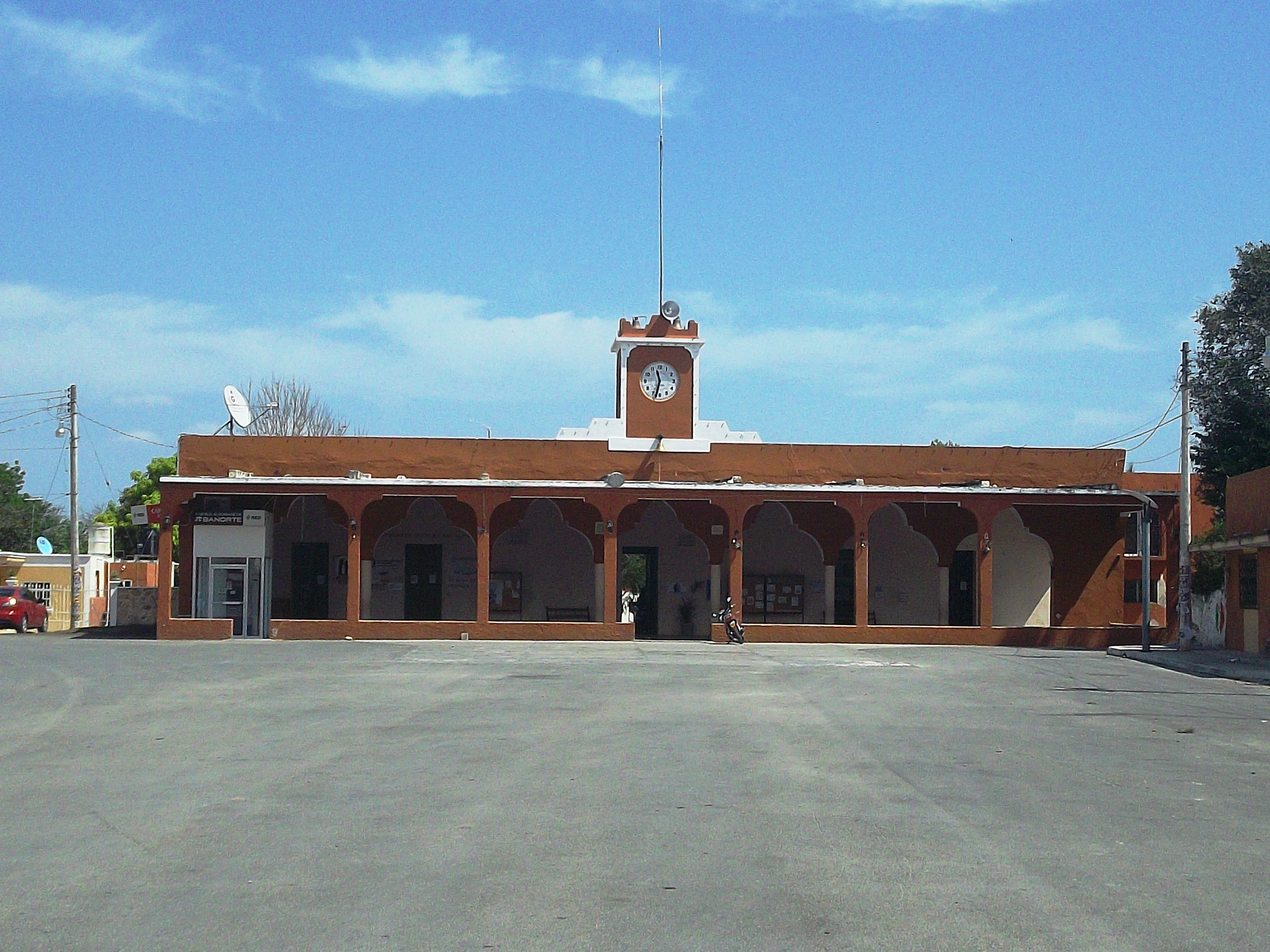
Здание администрации
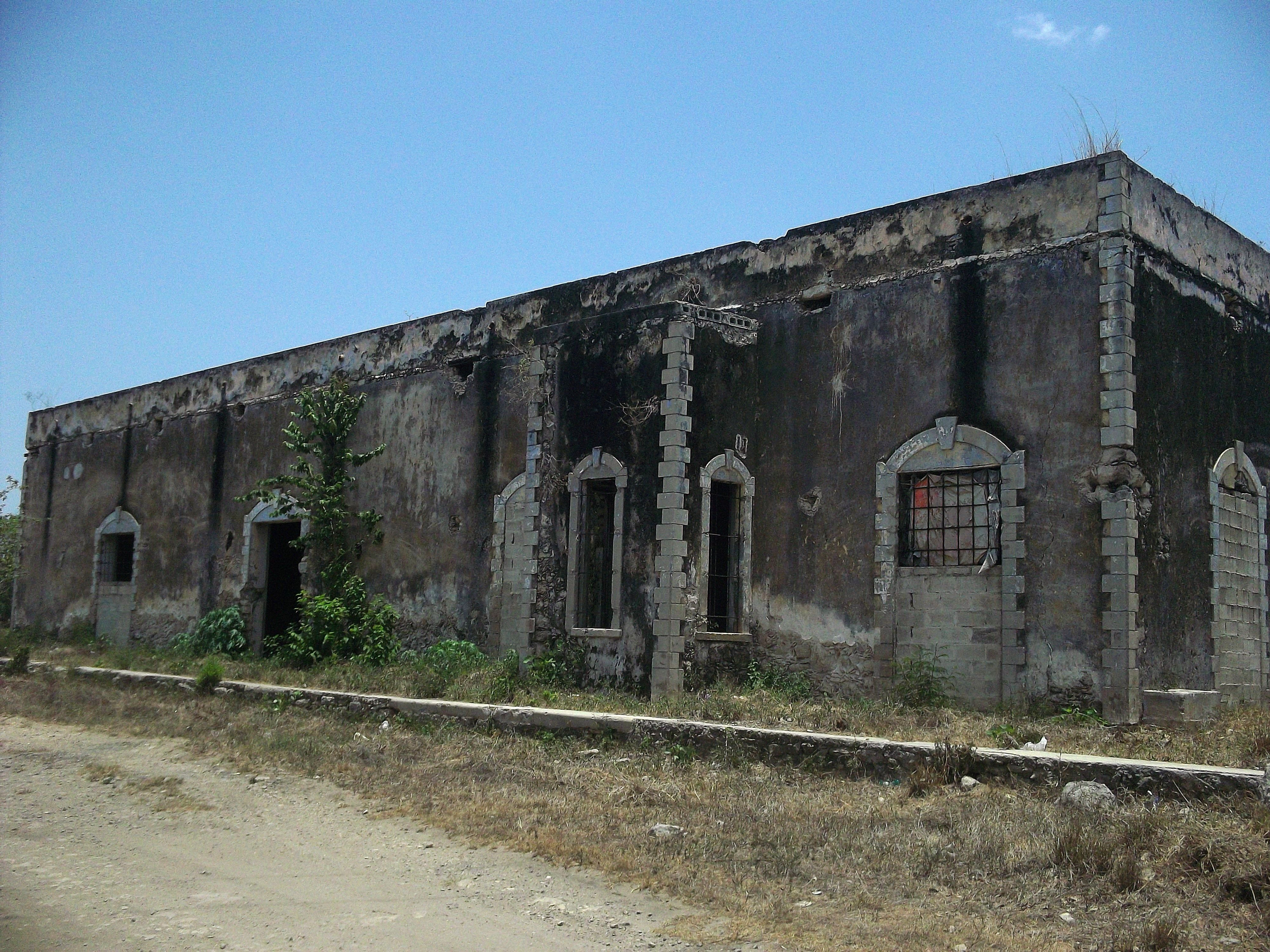
Заброшенная ж/д станция
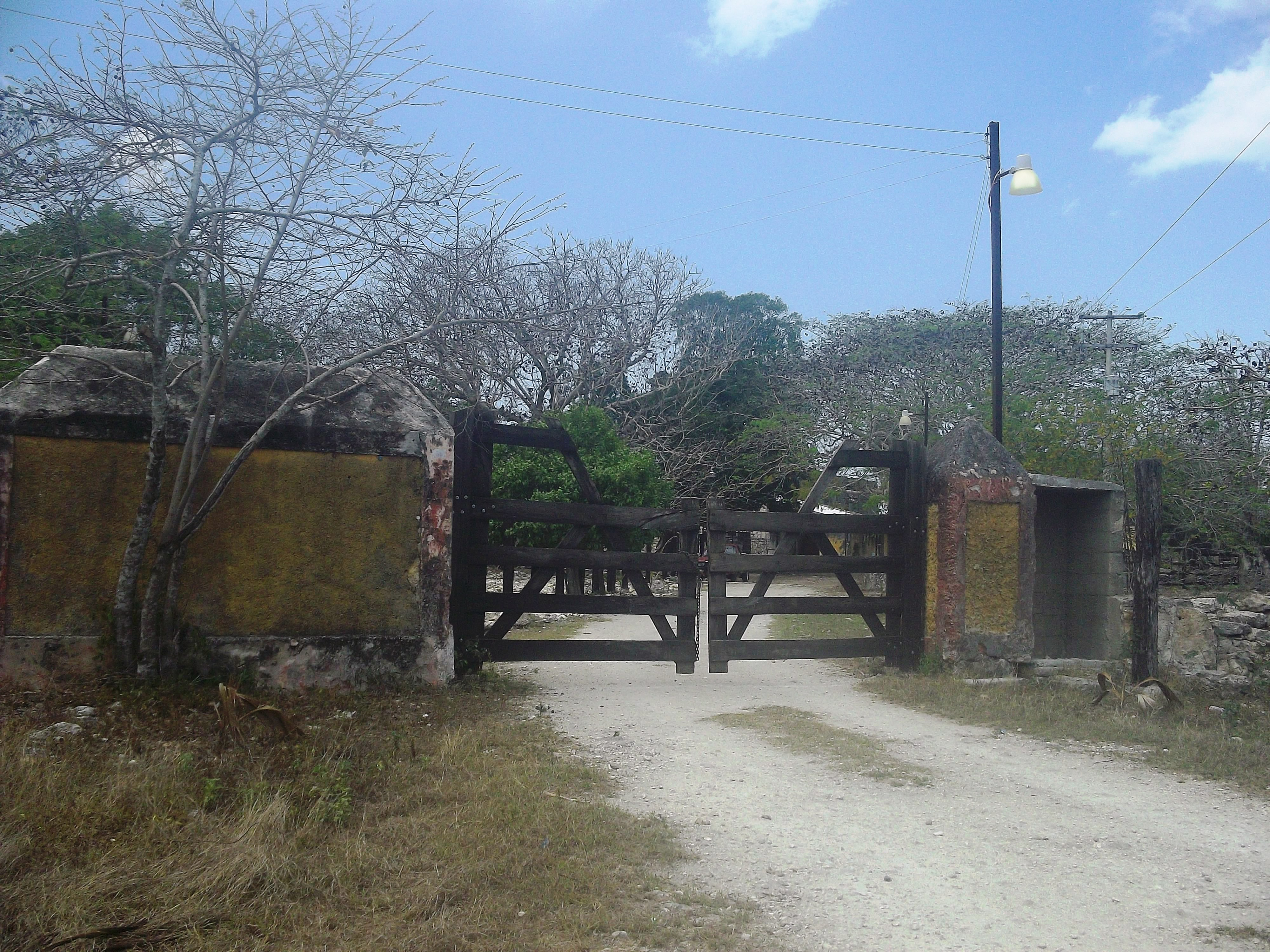
Бывшая асьенда Лактун